# Ли, Алан Дэвид
А́лан Дэ́вид Ли (англ. Alan David Lee) — австралийский актёр.

## Карьера
Детство провёл на ферме в Кении. В 1981 году окончил Национальный институт драматического искусства.
Алан Дэвид снимается в кино с 1979 года.
В 1987 году исполнил роль принца Гамлета в одноимённой театральной постановке Уильяма Шескпира на сцене театра Q (англ. Q Theatre) в Новой Зеландии. Также участвовал в постановках пьес «Перикл» (1987), «Стеклянный зверинец» (1988) и многих других. В 1995 году сыграл одну из главных ролей, английского солдата Осмонда Бейтса, в телевизионном военном фильме «Сахара».
Ли наиболее известен ролью Дона Сертори из телесериала «H2O: Просто добавь воды», в котором он снимался в 2006—2010 годах.
В 2014 году оставил актёрскую карьеру.

## Избранная фильмография
| Год       |    | Русское название        | Оригинальное название | Роль                 |
| --------- | -- | ----------------------- | --------------------- | -------------------- |
| 1995      | тф | Сахара                  | Sahara                | рядовой Осмонд Бейтс |
| 2006—2010 | с  | H2O: Просто добавь воды | H2O: Just Add Water   | Дон Сертори          |